# Apamea brunnescens
Apamea brunnescens là một loài bướm đêm trong họ Noctuidae.